# Provincia de Islas menores de la Sonda orientales
Las Islas menores de la Sonda orientales (indonesio: Nusa Tenggara Timur) es una provincia de la República de Indonesia que se ubica en la parte este de las Islas menores de la Sonda, incluyendo el sector oeste de Timor. La capital de la provincia es Kupang.

## Islas
El número de islas que componen esta provincia se eleva a la cifra de 550, las tres más importantes son: Flores, Sumba y la mitad occidental de la isla de Timor. La porción este de Timor es una república independiente, Timor Oriental. Otras islas: Adonara, Alor, Ende, Komodo, Lembata, Menipo, Raijua, Rinca, Roti, Savu, Semau y Solor.

## Demografía
La población de la provincia pasó de 4.683.827 en 2010 a 5.325.566 en 2020 y 5.466.285 en 2022. Como ocupa una superficie de 47.876 kilómetros cuadrados, su densidad poblacional es de 111,23 habitantes por kilómetro cuadrado.
La religión predominante es la cristiana: un 55% de sus habitantes se declaran católicos y un 32%, protestantes. La siguiente religión en importancia es el Islam, con un 9% de seguidores. El 4% restante se reparte entre budistas e hinduistas.
Esta provincia es una de las regiones más pobres del planeta, pues en 2005 tenía una renta media per cápita anual de 3.235.699 rupias indonesias (231,12 euros). En 2008, esta renta correspondía a un tercio de la media indonesia. Además, su tasa de crecimiento demográfico anual se situaba en el 3,10% en 2005.